# Nuoto ai XIX Giochi del Mediterraneo
Le gare di nuoto ai XIX Giochi del Mediterraneo si sono svolte dal 1º al 5 luglio 2022 al Oran Olympic Swimming Pool di Orano. Sono state assegnate le medaglie in 19 specialità sia maschili sia femminili, per un totale di 38 medaglie.

## Calendario
Il calendario delle gare era il seguente:
| ● | Finali |

| Giugno/Luglio |    |    |    |    |    |   |   |   |   |
| 26            | 27 | 28 | 29 | 30 | 1° | 2 | 3 | 4 | 5 |
|               |    |    |    |    | 7  | 8 | 8 | 7 | 8 |

## Podi

### Uomini
| Evento                          | Oro                                                                                | Tempo    | Argento                                                                                     | Tempo         | Bronzo                                                                       | Tempo    |
| Stile libero                    |                                                                                    |          |                                                                                             |               |                                                                              |          |
| 50 m (dettagli)                 | Kristián Goloméev                                                                  | 21"91    | Miguel De Almeida Silva                                                                     | 22"01         | Oussama Sahnoune                                                             | 22"22    |
| 100 m (dettagli)                | Filippo Megli                                                                      | 49"00    | Diogo De Matos Ribeiro                                                                      | 49"02         | Alessandro Bori                                                              | 49"12    |
| 200 m (dettagli)                | Filippo Megli                                                                      | 1'47"33  | Dimitrios Markos                                                                            | 1'48"11       | Luis Dominguez Calonge                                                       | 1'48"33  |
| 400 m (dettagli)                | Dimitrios Markos                                                                   | 3'48"72  | Joris Levy Bouchaut                                                                         | 3'49"45       | Luca De Tullio                                                               | 3'50"11  |
| 1500 m (dettagli)               | Joris Levy Bouchaut                                                                | 15'10"11 | Dimitrios Markos                                                                            | 15'11"47      | Mert Kilavuz                                                                 | 15'15"41 |
| Dorso                           |                                                                                    |          |                                                                                             |               |                                                                              |          |
| 50 m (dettagli)                 | Simone Stefanì                                                                     | 25"00    | Juan Segura Gutierrez                                                                       | 25"09         | Lorenzo Mora                                                                 | 25"17    |
| 100 m (dettagli)                | Evangelos Makrygiannis                                                             | 54"35    | Lorenzo Mora                                                                                | 54"50         | Stanislas Franck Huille                                                      | 54"66    |
| 200 m (dettagli)                | Lorenzo Mora                                                                       | 1'57"62  | Matteo Restivo                                                                              | 1'57"77       | Christophe Pierre Brun                                                       | 1'58"40  |
| Rana                            |                                                                                    |          |                                                                                             |               |                                                                              |          |
| 50 m (dettagli)                 | Fabio Scozzoli                                                                     | 26"97    | Hüseyin Emre Sakçı                                                                          | 27"00         | Peter John Stevens                                                           | 27"46    |
| 100 m (dettagli)                | Berkay Ömer Öğretir                                                                | 1'00"03  | Hüseyin Emre Sakçı                                                                          | 1'00"19       | Alessandro Pinzuti                                                           | 1'00"31  |
| 200 m (dettagli)                | Berkay Ömer Öğretir                                                                | 2'11"26  | Antoine Marc                                                                                | 2'12"55       | Alex Castejon                                                                | 2'12"60  |
| Farfalla                        |                                                                                    |          |                                                                                             |               |                                                                              |          |
| 50 m (dettagli)                 | Diogo Ribeiro                                                                      | 23"38    | Matteo Rivolta                                                                              | 23"59         | Kristián Goloméev                                                            | 23"61    |
| 100 m (dettagli)                | Matteo Rivolta                                                                     | 51"66    | Jaouad Syoud                                                                                | 52"38         | Edoardo Valsecchi                                                            | 52"53    |
| 200 m (dettagli)                | Claudio Faraci                                                                     | 1'57"09  | Andreas Vazaios                                                                             | 1'57"92       | Jaouad Syoud                                                                 | 1'58"37  |
| Misti                           |                                                                                    |          |                                                                                             |               |                                                                              |          |
| 200 m (dettagli)                | Jaouad Syoud Andreas Vazaios                                                       | 1'58"83  | Non assegnato                                                                               | Non assegnato | Pier Andrea Matteazzi                                                        | 2'00"24  |
| 400 m (dettagli)                | Pier Andrea Matteazzi                                                              | 4'13"83  | Anze Fers Erzen                                                                             | 4'19"63       | Pietro Paolo Sarpe                                                           | 4'20"41  |
| Staffette                       |                                                                                    |          |                                                                                             |               |                                                                              |          |
| 4x100 m stile libero (dettagli) | Italia Luca Serio Alessandro Bori Giovanni Carraro Filippo Megli                   | 3'15"77  | Grecia Andreas Vazaios Stergios-Marios Bilas Kristian Gkolomeev Dimitrios Markos            | 3'16"64       | Francia Charles Rihoux Mathias Even Tom Paul Hug-Dreyfus Julien Arthur Berol | 3'18"04  |
| 4x200 m stile libero (dettagli) | Grecia Dimitrios Markos Evangelos Makrygiannis Konstantinos Stamou Andreas Vazaios | 7'17"91  | Spagna Mario Molla Yanes Carlos Quijada Roldan Luis Dominguez Calonge Miguel Martinez Novoa | 7'23"07       | Turchia Baturalp Ünlü Batuhan Filiz Efe Turan Doğa Çelik                     | 7'23"67  |
| 4x100 m misti (dettagli)        | Italia Lorenzo Mora Alessandro Pinzuti Matteo Rivolta Alessandro Bori              | 3'35"77  | Francia Mathys Chouchaoui Clément Bidard Stanislas Huille Charlees Rihoux                   | 3'36"03       | Turchia Berke Saka Berkay Ömer Öğretir Ümitcan Güreş Baturalp Ünlü           | 3'36"29  |

### Donne
| Evento                          | Oro                                                                      | Tempo   | Argento                                                                                   | Tempo   | Bronzo                                                                    | Tempo   |
| Stile libero                    |                                                                          |         |                                                                                           |         |                                                                           |         |
| 50 m (dettagli)                 | Lidón Muñoz                                                              | 24"97   | Neža Klančar                                                                              | 25"01   | Kalia Antoniou                                                            | 25"06   |
| 100 m (dettagli)                | Kalia Antoniou                                                           | 54"36   | Katja Fain                                                                                | 54"48   | Neža Klančar                                                              | 55"31   |
| 200 m (dettagli)                | Janja Segel                                                              | 1'56"68 | Katja Fain                                                                                | 1'57"49 | Alice Mizzau                                                              | 1'59"95 |
| 400 m (dettagli)                | Deniz Ertan                                                              | 4'08"04 | Katja Fain                                                                                | 4'09"07 | Antonietta Cesarano                                                       | 4'10"13 |
| 800 m (dettagli)                | Merve Tuncel                                                             | 8'26"80 | Deniz Ertan                                                                               | 8'29"03 | Martina Rita Caramignoli                                                  | 8'31"75 |
| Dorso                           |                                                                          |         |                                                                                           |         |                                                                           |         |
| 50 m (dettagli)                 | Nina Stanisavljević                                                      | 28"59   | Anna Ntountounaki                                                                         | 28"68   | Rafaela Amado Gomes                                                       | 28"86   |
| 100 m (dettagli)                | Camila Rodrigues Rebelo                                                  | 1'01"34 | Carlotta Zofkova Costa                                                                    | 1'01"61 | Carmen Weiler Sastre                                                      | 1'01"98 |
| 200 m (dettagli)                | Camila Rodrigues Rebelo                                                  | 2'10"41 | África Zamorano                                                                           | 2'11"48 | Ekaterina Avramova                                                        | 2'12"72 |
| Rana                            |                                                                          |         |                                                                                           |         |                                                                           |         |
| 50 m (dettagli)                 | Lisa Angiolini                                                           | 30"87   | Ana Rodrigues                                                                             | 31"31   | Anita Bottazzo                                                            | 31"41   |
| 100 m (dettagli)                | Lisa Angiolini                                                           | 1'07"59 | Anita Bottazzo                                                                            | 1'08"14 | Viktoria Gunes                                                            | 1'08"44 |
| 200 m (dettagli)                | Viktoria Gunes                                                           | 2'26"48 | Marina Garcia Urzainqui                                                                   | 2'27"32 | Raquel Gomes Ramos                                                        | 2'28"35 |
| Farfalla                        |                                                                          |         |                                                                                           |         |                                                                           |         |
| 50 m (dettagli)                 | Anna Ntountounaki                                                        | 25"95   | Viola Scotto di Carlo                                                                     | 26"25   | Sonia Laquintana                                                          | 26"38   |
| 100 m (dettagli)                | Lana Pudar                                                               | 57"55   | Anna Ntountounaki                                                                         | 58"56   | Ilaria Bianchi                                                            | 59"06   |
| 200 m (dettagli)                | Lana Pudar                                                               | 2'09"18 | Martins Cunha Monteiro                                                                    | 2'09"32 | Merve Tuncel                                                              | 2'12"59 |
| Misti                           |                                                                          |         |                                                                                           |         |                                                                           |         |
| 200 m (dettagli)                | Sara Franceschi                                                          | 2'12"19 | Viktoria Zeynep Güneş                                                                     | 2'12"26 | Deniz Ertan                                                               | 2'14"25 |
| 400 m (dettagli)                | Sara Franceschi                                                          | 4'40"86 | Deniz Ertan                                                                               | 4'40"97 | Alba Vazquez Ruiz                                                         | 4'45"63 |
| Staffette                       |                                                                          |         |                                                                                           |         |                                                                           |         |
| 4x100 m stile libero (dettagli) | Slovenia Janja Šegel Neža Klančar Katja Fain Tjaša Pintar                | 3'38"52 | Francia Assia Anais Nouri Touati Lucile Lora Tessariol Marina Jehl Oceane Delphine Carnez | 3'41"57 | Italia Sonia Laquintana Alice Mizzau Viola Scotto di Carlo Sofia Morini   | 3'42"86 |
| 4x200 m stile libero (dettagli) | Slovenia Janja Šegel Neža Klančar Katja Fain Tjaša Pintar                | 7'59"27 | Italia Linda Caponi Antonietta Cesarano Noemi Cesarano Alice Mizzau                       | 7'59"63 | Turchia Deniz Ertan Merve Tuncel Ecem Dönmez Beril Böcekler               | 8'05"41 |
| 4x100 m misti (dettagli)        | Italia Carlotta Zofkova Costa Lisa Angiolini Ilaria Bianchi Sofia Morini | 4'04"65 | Spagna África Zamorano Marina García Urzainqui Carla Hurtado Sirera Lidón Muñoz           | 4'06"17 | Turchia Ekaterina Avramova Viktoria Zeynep Güneş Deniz Ertam Nihan Çakıcı | 4'07"31 |

## Medagliere
| Posizione | Paese                | Oro | Argento | Bronzo | Totale |
| --------- | -------------------- | --- | ------- | ------ | ------ |
| 1         | Italia               | 15  | 7       | 13     | 35     |
| 2         | Grecia               | 6   | 6       | 1      | 13     |
| 3         | Turchia              | 5   | 5       | 9      | 19     |
| 4         | Portogallo           | 3   | 4       | 2      | 9      |
| 5         | Slovenia             | 2   | 5       | 2      | 9      |
| 6         | Bosnia ed Erzegovina | 2   | 0       | 0      | 2      |
| 7         | Spagna               | 1   | 5       | 4      | 10     |
| 8         | Francia              | 1   | 3       | 4      | 7      |
| 9         | Algeria              | 1   | 1       | 2      | 4      |
| 10        | Cipro                | 1   | 0       | 1      | 2      |
| 11        | Serbia               | 1   | 0       | 0      | 1      |
| Totale    | Totale               | 38  | 36      | 37     | 111    |